# Katedra św. Mikołaja w Lezhy
Katedra św. Mikołaja w Lezhy (alb. Katedralja Shën Nikolla) – rzymskokatolicka katedra diecezji Lezha w Lezhy, w Albanii.
Została ukończona w 2007 roku. Mieści się przy ulicy Rruga Kosova.